# Риџвил (Алабама)
Риџвил (енгл. Ridgeville) град је у америчкој савезној држави Алабама. По попису становништва из 2010. у њему је живело 112 становника.

## Демографија
Према попису становништва из 2010. у граду је живело 112 становника, што је 46 (29,1%) становника мање него 2000. године.
| Група             | 2000.       | 2010.      |
| Белци             | 30 (19,0%)  | 36 (32,1%) |
| Афроамериканци    | 125 (79,1%) | 66 (58,9%) |
| Азијати           | 0 (0,0%)    | 2 (1,8%)   |
| Хиспаноамериканци | 0 (0,0%)    | 7 (6,3%)   |
| Укупно            | 158         | 112        |